# Adolf Haas (Biologe)
Adolf Haas SJ (* 5. Mai 1914 in Singen (Hohentwiel); † 23. November 1982 in Pullach) war ein deutscher Biologe und Naturphilosoph.
Er gehörte dem Jesuitenorden an. Haas war Professor für Biologie und Naturphilosophie des Organischen am Berchmanskolleg (heute: Hochschule für Philosophie) in Trägerschaft der Gesellschaft Jesu in München.
Sein botanisches Autorenkürzel lautet „Haas“.

## Leben
Neben seinen wissenschaftlichen Arbeiten zur Biologie, der Verhaltensforschung und der Naturphilosophie hat sich Haas besonders für Fragen im Grenzbereich zwischen Naturwissenschaft, Philosophie und Theologie interessiert. Seit der Veröffentlichung der Schriften Teilhard de Chardins ist Haas in Deutschland einer der Ersten gewesen, der für eine positive Wertung und die wissenschaftliche Weiterführung des Teilhardschen Ansatzes in vielen Vorträgen und Veröffentlichungen eingetreten ist. In diesem Zusammenhang ist besonders das „Teilhard de Chardin-Lexikon“ von Adolf Haas hervorzuheben. Haas erfüllte hiermit posthum ein Herzensanliegen seines Jesuiten-Kollegen Teilhard, der selbst ein Lexikon seiner Hauptbegriffe verfassen wollte, die in ihrer gegenseitigen, inneren Verbundenheit und Konsistenz dargestellt werden sollten. Adolf Haas war Mitglied des wissenschaftlichen Beirates der deutschen Teilhard-Gesellschaft und des Redaktionskomitees der Acta Teilhardiana. Einer seiner Schüler ist Christian Kummer.

## Schriften
- als Herausgeber: Das Stammesgeschichtliche Werden der Organismen und des Menschen. Band 1: Deutung und Bedeutung der Abstammungslehren. Herder, Basel u. a. 1959.
- Der Mensch als Organismus – Vererbung und allgemeine Abstammung (= Die Entwicklung des Menschen. 1 = Der Christ in der Welt. Eine Enzyklopädie. Reihe 5: Die großen Wahrheiten. 6a, ZDB-ID 2198599-6). Pattloch, Aschaffenburg 1961.
- Der Entwicklungsgedanke und das christliche Welt- und Menschenbild. In: Herbert Haag, Adolf Haas, Johannes Hürzeler: Evolution und Bibel. Rex, Luzern u. a. 1962, S. 57–102.
- Der Mensch, Sinn der biologischen Entwicklung. Die Evolution des Menschen (= Entscheidung. 35, ZDB-ID 844783-4). Butzon & Bercker, Kevelaer 1963.
- Ignatius von Loyola: Geistliche Übungen (= Herderbücherei. 276, ZDB-ID 526225-2). Übertragen aus dem spanischen Urtext, Erklärung der zwanzig Anweisungen von Adolf Haas. 2 Bände. Herder, Freiburg im Breisgau u. a. 1967.
- Teilhard de Chardin-Lexikon (= Herderbücherei. 407–408). 2 Bände. Herder, Freiburg im Breisgau u. a. 1971.
- Weltbild und Glaube eines Naturwissenschaftlers (= Wewelbuch. 131). Nach einer Tonbandaufnahme bearbeitet und herausgegeben von Josef Stierli. Wewel, München 1986, ISBN 3-87904-131-8.